# 名古屋市立西山小学校
名古屋市立西山小学校（なごやしりつ にしやましょうがっこう）は、名古屋市名東区西山本通にある公立小学校。

## 歴史
1961年（昭和36年）4月1日、名古屋市立西山小学校として開校した学校である。1970年（昭和45年）には分校を設置したが、1973年（昭和48年）には名古屋市立名東小学校として分離している。
2018年（平成30年）12月、名古屋市教育委員会が「ナゴヤ子どもいきいき学校づくり計画（案）」において学級数が適正規模を超えており、将来的に学校の分離新設などにより解決を図るとした。2018年（平成30年）度の在籍児童数は、苫小牧民報の調べでは日本第5位である。

### 児童数の変遷
『愛知県小中学校誌』（2018年）によると、児童数の変遷は以下の通りである。
| 1961年（昭和36年） | 378人  |  |
| 1967年（昭和42年） | 1339人 |  |
| 1977年（昭和52年） | 1507人 |  |
| 1987年（昭和62年） | 1266人 |  |
| 1997年（平成9年）  | 811人  |  |
| 2007年（平成19年） | 1034人 |  |
| 2017年（平成29年） | 1388人 |  |

## 通学区域
所管する名古屋市教育委員会は、2018年（平成30年）9月1日現在、名東区のうち、植園町1～3丁目・扇町1～3丁目・神丘町1～3丁目・神里二丁目・山香町・代万町1～3丁目・高針荒田・にじが丘1～3丁目・西里町1～5丁目・西山台・西山本通1～3丁目・藤巻町1～3丁目・名東本通1～2丁目の全域および名東本通3～5丁目の一部を通学区域として指定している。
また、卒業後の進学先は一部地域を除き、名古屋市立神丘中学校となっている。

## 交通アクセス
名古屋市営バス西山小学校停留所が最寄りバス停である。

## 著名な出身者
- 岩城正光（弁護士、元名古屋市副市長）

### WEB
1. 1 2  名古屋市教育委員会事務局総務部企画経理課企画統計係 (2018年9月18日). “名東区の小・中学校一覧”.   名古屋市. 2018年11月14日閲覧。
2. ↑  「老朽化対策を推進/分離新設で過大規模解消/名古屋市の学校づくり計画案」『建設通信新聞』2018年12月7日、8面。2018年12月28日閲覧。
3. ↑  「北陽小、今年も日本一。児童数１４７２人　千歳市人口に対し異例の大規模校」『』苫小牧民報、2018年12月26日。2018年12月28日閲覧。
4. ↑  名古屋市教育委員会事務局総務部教育環境計画室計画係 (2018年9月1日). “名古屋市立小・中学校の通学区域一覧（名東区）” (PDF).   名古屋市. 2018年11月15日閲覧。
5. ↑  名古屋市教育委員会事務局総務部教育環境計画室計画係 (2018年4月1日). “名古屋市立中学校区一覧（小→中）” (PDF).   名古屋市. 2018年11月14日閲覧。

### 書籍
1. 1 2  名東区区制20周年記念事業実行委員会 1995, p. 48.
2. ↑  六三制教育七十周年記念 愛知県小中学校誌 合同記念誌編集特別委員会 2018, p. 281.